# Bisdom Warangal
Het bisdom Warangal (Latijn: Dioecesis Varangalensis) is een rooms-katholiek bisdom met als zetel Warangal, in India. Het bisdom is suffragaan aan het aartsbisdom Hyderabad. 

## Geschiedenis
Het bisdom werd opgericht op 22 december 1952, uit delen van het bisdom Hyderabad, en was suffragaan aan het aartsbisdom Madras-Mylapore. Op 19 september 1953 veranderde het van kerkprovincie en werd suffragaan aan het nieuw verheven aartsbisdom Hyderabad. 

## Parochies
Het bisdom had in 2022 een oppervlakte van 27.702 km2 en telde 9.340.125 inwoners waarvan 0,8% rooms-katholiek was.

## Bisschoppen
- Alfonso Beretta (8 januari 1953 - 30 november 1985)
- Thumma Bala (17 november 1986 - 12 maart 2011)
- Udumala Bala Showreddy (13 april 2013 - heden)

## Galerij van afbeeldingen

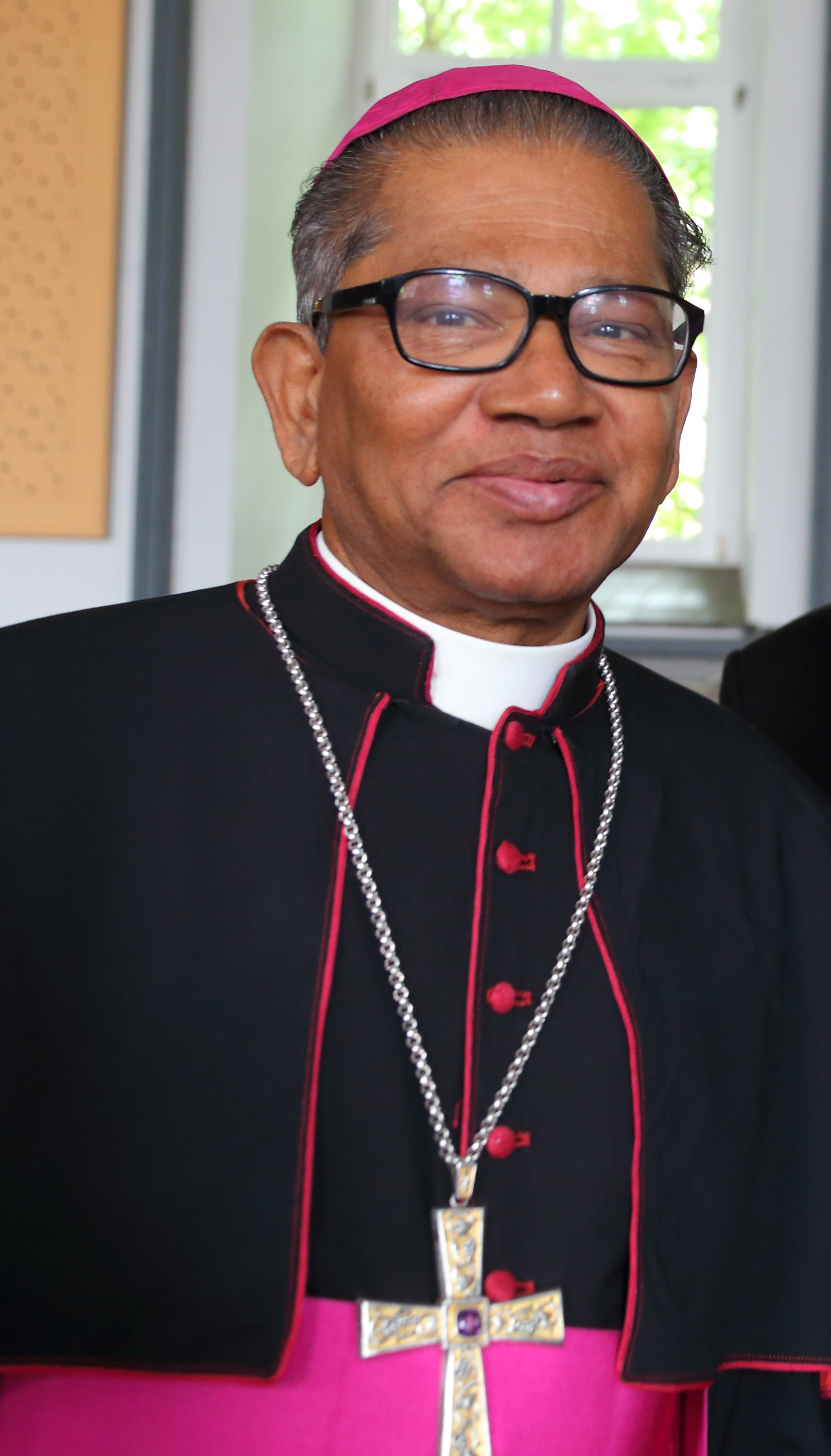
Bisschop Thumma Bala (1986-2011)

Hyderabad (aartsbisdom) · Adilabad (Syro-Malabar) · Cuddapah · Khammam · Kurnool · Nalgonda · Warangal